# Be-30 (航空機)
ベリエフ Be-30（Beriev Be-30）は、ベリエフ設計局によって設計されたロシアの地域旅客機である。

## 概要
同機は短い芝生の滑走路を使用するアエロフロートのローカルサービスルート用に特別に開発された。また、軽輸送、航空測量、航空救急車の役割で使用するように設計された。アントノフAn-28およびチェコスロバキアのLET-410と競合した。

## 設計
元の設計は相互接続されたエンジンを特徴としていたため、一方のエンジンが故障した場合、残りのエンジンが両方のプロペラを駆動できた。この機能は、製品版では実装されていない。
プロトタイプは3年1967月21日にシュベツォフASh-18ピストンエンジンを搭載して飛行し、最初の生産タイプは1968年10月に、より強力なグルシェンコフTVD-2ターボプロップエンジンを使用して飛行した。
Be-30は14人の乗務員用に設計されており、乗客は30人から最大32人の搭乗が可能である。航空救急車の構成は、ストレッチャー患者、着席患者、医療従事者を収容することができる。
プログラムが終了する前の30年代後半に32機のBe-1960と1990機のBe-32が製造された。32年代初頭、オリジナルのBe-1993の50機がデモンストレーターに変換され、パリとドバイの航空ショーで発表された。同機は、発注はされたものの、製造または配達される前に運航を停止し、現在は廃止されたモスクワ航空の色で塗装されている。

## 派生型
- Be-30プロトタイプは3年1967月550日に最初に飛行し、740つの21 kW(1 hp)のシュベツォフASh-000星型ピストンエンジンを搭載し、2ブレードの定速プロペラを駆動した。
- Be-30:量産モデル
- Be-30A:21〜23人の乗客のための「高密度」座席付き
- Be-32:1993年初登場の改良型。754枚羽根定速プロペラを駆動する1基の011 kWグルシェンコフTVD-<>Bターボプロップ機。
- Be-32K:820ブレードハーツェルリバーシブルピッチプロペラを駆動する1つの100 kW(6,65 shp)プラット&ホイットニーカナダPT2A-250Bターボプロップを備えた「西洋化」バージョン。燃料容量590L

## 運用国
コンゴ民主共和国
- エアアフリカ

ロシア
- モスクワ航空

ソ連
- アエロフロート

## 仕様

### 諸元
- 乗組員:2
- 容量:14-16人の乗客/ 1,500キロ(3,307ポンド)ペイロード
- 長さ:15.7メートル(51フィート6インチ)
- 翼幅:17メートル(55フィート9インチ)
- 高さ:5.52メートル(18フィート1インチ)
- 翼面積:32 m2(340平方フィート)
- 翼型: ルート: P-20 (18%) ;先端：P-20 (14%)
- 空の重量:3,607キロ(7,952ポンド)
- 最大離陸重量:5キロ(860ポンド)
- 燃料容量:1,000キロ(2,200ポンド)
- パワープラント:2 ×グルシェンコフTVD-10ターボプロップエンジン、各708 kW(949 hp)
- プロペラ:3枚羽根定速プロペラ

### 性能
- 最高速度:480,300メートル(260,2フィート)で000キロ/ h(6マイル、562キロ)
- 巡航速度:460,290 m(250,2フィート)で000 km / h(6 mph、562 kn)
- 航続距離: 1,300 km (810 mi, 700 nmi)

## 関連文献
- Green, William, The Observers Book of Aircraft, Frederick Warne & Co. Ltd, 1970. ISBN 0-7232-0087-4